# 広瀬村 (山形県)
広瀬村（ひろせむら）は山形県東田川郡にあった村。現在の鶴岡市中心部の東方、赤川右岸にあたる。

## 地理
- 河川：赤川

## 歴史
- 1889年（明治22年）4月1日 - 町村制の施行により、上野新田村、猪俣新田村、高寺村、後田村、松尾村、赤川村、細谷村、三ツ橋村、狩谷野目村、石野新田村、富沢村、昼田村および馬渡村の一部（下）の区域をもって発足。
- 1918年（大正7年）5月5日 - 渡前村との境界変更[1]。
- 1921年（大正10年）7月20日 - 黒川村との境界変更[2]。
- 1955年（昭和30年）2月1日 - 泉村・手向村と合併して羽黒町が発足。同日広瀬村廃止。

## 村長
- 加藤正英：1893年 - 1897年